# Cala Spalmatoio
Cala spalmatoio, talvolta chiamato cala degli Spalmatoi è una denominazione tipica di diverse località situate su alcune isole italiane, tra cui Giannutri e Isola del Giglio. Il nome deriva dal fatto che tali cale venivano normalmente adibite al rimessaggio ed alla riparazione delle barche, operazioni che comportavano, di norma, un procedimento di spalmatura di pece o altri rivestimenti impermeabili sul fasciame delle imbarcazioni.